# Монте-Корона
Монте-Корона (исп. Monte Corona) — потухший вулкан на острове Лансароте (Канарские острова, Испания). Расположен недалеко от деревни Е в муниципалитете Ариа.
Является вулканическим конусом, который входит в комплекс вулканов Лансароте.
Высота вулкана — 609 м.
Извержение вулкана Монте-Корона, произошедшее около 4 тыс. лет назад, покрыло лавами большую площадь на северо-востоке острова и создало две из наиболее посещаемых на острове геологических достопримечательностей, пещеру Куэва-де-лос-Вердес и комплекс пещер Хамеос-дель-Агуа.